# Przewód ochronno-neutralny
Przewód ochronno-neutralny PEN (ang. protective earth neutral lub PEN conductor) – przewód łączący funkcje przewodu ochronnego uziemiającego (PE) oraz przewodu neutralnego N. Przewód ten stosowany jest w układach sieciowych TN-C i TN-C-S.

## Oznaczenia przewodu ochronno-neutralnego PEN
Izolacja przewodu ochronno-neutralnego PEN powinna być zielono-żółta lub jasnoniebieska.

## Dopuszczalne przekroje
Przewody PEN powinny mieć przekrój dobrany zgodnie z wymaganiami podanymi w poniższej tabeli.
| Przekrój przewodu fazowego {\displaystyle s_{L}} [mm²] | Najmniejszy dopuszczalny przekrój przewodu ochronno-neutralnego {\displaystyle s_{PEN}} [mm²]              |
| ------------------------------------------------------ | --- |
| {\displaystyle s_{L}\leqslant 4}                       | {\displaystyle s_{PEN}\geqslant 4} {\displaystyle s_{PEN}\geqslant 10} {\displaystyle s_{PEN}\geqslant 16} |
| {\displaystyle s_{L}\leqslant 10}                      | {\displaystyle s_{PEN}\geqslant 10} {\displaystyle s_{PEN}\geqslant 16}                                    |
| {\displaystyle 16,\ 25\ \mathrm {oraz} \ 35}           | {\displaystyle s_{PEN}\geqslant 16}                                                                        |
| {\displaystyle s_{L}\geqslant 50}                      | {\displaystyle s_{PEN}\geqslant s_{L}/2}                                                                   |